# Circondario di Cosenza
Il circondario di Cosenza era uno dei circondari in cui era suddivisa l'omonima provincia.

## Storia
Con l'Unità d'Italia (1861) la suddivisione in province e circondari stabilita dal Decreto Rattazzi fu estesa all'intera Penisola.
Il circondario di Cosenza fu abolito, come tutti i circondari italiani, nel 1927, nell'ambito della riorganizzazione della struttura statale voluta dal regime fascista. Tutti i comuni che lo componevano rimasero in provincia di Cosenza.

## Suddivisione
Nel 1863, la composizione del circondario era la seguente:
1. Mandamento I di Acri
  - Acri
2. Mandamento II di Aprigliano
  - Aprigliano, Cellara, Figline[3], Piane Crati, Pietrafitta
3. Mandamento III di Bisignano
  - Bisignano
4. Mandamento IV di Celico
  - Celico, Lappano, Rovito, Zumpano
5. Mandamento V di Cerisano
  - Castrolibero, Cerisano, Marano Principato, Mendicino
6. Mandamento VI di Cerzeto
  - Cerzeto, Mongrassano, Rota Greca, San Martino di Finita, Torano
7. Mandamento VII di Cosenza
  - Cosenza
8. Mandamento VIII di Dipignano
  - Carolei, Dipignano, Domanico, Paterno Calabro
9. Mandamento IX di Grimaldi
  - Altilia, Grimaldi, Malito
10. Mandamento X di Montalto Uffugo
  - Lattarico, Montalto Uffugo, San Benedetto Ullano, San Vincenzo La Costa
11. Mandamento XI di Rende
  - Marano Marchesato, Rende, San Fili
12. Mandamento XII di Rogliano
  - Belsito, Mangone, Marzi, Parenti, Rogliano, Santo Stefano
13. Mandamento XIII di Rose
  - Castiglione Cosentino, Luzzi, Rose, San Pietro in Guarano
14. Mandamento XIV di San Giovanni in Fiore
  - San Giovanni in Fiore
15. Mandamento XV di San Marco
  - Cervicati, Fagnano Castello, Roggiano, San Marco Argentano
16. Mandamento XVI di Scigliano
  - Bianchi, Carpanzano, Colosimi, Panettieri, Pedivigliano, Scigliano
17. Mandamento XVII di Spezzano Grande
  - Casole, Pedace, Serra Pedace, Spezzano Grande, Spezzano Piccolo, Trenta